# صدیق حضرت
محمد مظاهر مشهور به صدیق حضرت (۱ اسفند ۱۲۵۳ - ۱۳۳۳) حقوق‌دان و سیاستمدار ایرانی بود.

## تولد و خانواده
محمد مظاهر در ۱ اسفند ۱۲۵۳ خورشیدی زاده شد. او پدرش را در آغاز تولد و مادرش را در چهار سالگی از دست داد. از این رو نگهداری و تربیت او را شیخ محسن‌خان مشیرالدوله (محسن مظاهر) سفیر ایران در عثمانی به عهده گرفت و او را با خود به استانبول برد. 

## تحصیلات
محمد تحصیلات ابتدایی و متوسطه را در آن شهر انجام داد. سپس به پاریس رفت و وارد رشته حقوق شد. پس از دریافت مدرک لیسانس در رشته حقوق به ایران برگشت. در دربار ناصرالدین‌شاه مدت کوتاهی را صرف ساخت زنگ اخبار برای فراخوانی مستخدمان به حضور شاه گذراند.

## فعالیت های اداری
در ۱۲۷۴ خورشیدی (۱۳۱۳ قمری) با درجه یاوری در قزاقخانه استخدام شد. سپس به عنوان وابسته نظامی سفارت فوق‌العاده برای جلوس مظفرالدین‌شاه به دربار کشورهای دوست انتخاب شد. در این مسافرت که ۸ ماه طول کشید وی به کشورهای روسیه، بلغارستان، فرانسه و هلند رفت. 
پس از بازگشت به سمت آجودان حضور شاه برگزیده شد. هم‌زمان به واسطه احاطه به زبان‌های خارجه، در وزارت امور خارجه، معاون اداره ترجمه و تشریفات گردید.
محمد مظاهر در ۱۲۷۹ خورشیدی (۱۳۱۸ قمری) لقب «صدیق حضرت» گرفت. در همین سال به عنوان استاد تاریخ به مدرسه عالی علوم سیاسی وارد شد. هم‌زمان در وزارت خارجه ترفیع گرفت و به ریاست اداره دارالترجمه منصوب شد. بعدها به معاونت اداره کل محاکمات وزارت امور خارجه برگزیده شد.

## فعالیت های سیاسی
صدیق حضرت با آغاز نهضت مشروطیت در تهران به مشروطه‌خواهان پیوست. او در نخستین دور مجلس شورای ملی از طرف اعیان تهران به نمایندگی رسید. او جزو معدود افرادی بود که به عضویت در کمیسیون مالیه و تعدیل بودجه رسید و به همراه تقی‌زاده، وثوق‌الدوله و امین‌الضرب دست به حذف مخارج اضافی زد. 
پس از واقعه به‌توپ بستن مجلس به دستور محمدعلی‌شاه قاجار، صدیق حضرت مدتی فرار کرد و پنهان شد. اما پس از خلع محمدعلی‌شاه به عنوان یکی از اعضای هیئت‌مدیره موقتی برگزیده شد که برای اداره امور کشور انتخاب شدند. همچنین عضو هیئت هشت نفره ای شد که در آذر ۱۲۸۸ برای تصفیه امور راجعه به خلع محمدعلى شاه و اثاثیه سلطنتى و متحصنین سفارتخانه‌ها تشکیل شد. صدیق حضرت در انتخابات دور دوم مجلس شورای ملی بار دیگر از طرف مردم تهران برگزیده شد. 
او در اواخر دور دوم استعفا داد تا در وزارت مالیه مشغول به کار شود. سرانجام در ۱۳۰۱ معاون وزارت مالیه شد. در همین سمت بود که با کوشش‌های خود موفق گردید قانون استخدام کشوری را تهیه کرده و به تصویب برساند. در سال ۱۳۰۵ اختلافاتی که بین او و آرتور میلسپو مستشار وزارت مالیه ایجاد شد باعث شد تا او از مقام معاونت آن وزارتخانه استعفا دهد.
پس از خروج از وزارت مالیه به داد و ستد پرداخت و در عین حال کرسی تدریس در مدرسه عالی حقوق را حفظ کرد. 

## ایجاد نخستین کافه و رستوران به سبک مدرن در تهران
عبدالله بهرامی در کتاب خاطرات خود صدیق حضرت را اولین کسی می‌داند که برای نخستین بار در تهران «کافه» ساخت. این کافه در خیابان لاله‌زار نبش میدان مخبرالدوله بوده است. به طور کلی او را جزو نخستین افرادی می‌دانند که رستوران را به سبک اروپایی در ایران ایجاد کردند. او همچنین مغازه لوکسی در خیابان لاله‌زار نو در تهران راه‌اندازی کرد که به فروش لباس و لوازم خارجی نو می‌پرداخت. باغ امین‌حضور در خیابان ایران فعلی پس از امین‌حضور به عین‌الدوله رسید و پس از آن محمد مظاهر صدیق حضرت آن را خرید.

## فعالیت های علمی
با تأسیس دانشگاه تهران در سال ۱۳۱۳ خورشیدی، صدیق حضرت رسماً به عنوان استاد حقوق بین‌الملل عمومی و مالیه به استخدام در آمد. در سال ۱۳۲۰ که علی‌اکبر دهخدا از ریاست دانشکده حقوق کناره گرفت، یک ماه به ریاست آن دانشکده انتخاب شد اما بعداً صرف نظر کرد و به دنیای تدریس بازگشت. او در سال ۱۳۳۲ بازنشسته شد و در ۱۳۳۳ درگذشت. پیکر او را در حرم عبدالعظیم در شهرری دفن کردند.
پسر وی دکتر محسن مظاهر از اساتید دانشکده پزشکی تهران بود که در دوره بیستم به نمایندگی مجلس انتخاب شد. دختر صدیق حضرت، همسر ارتشبد عبدالله هدایت شد.

## آثار
- دفترداری. طهران: ناصری. ۱۲۸۹.
- کتاب مالیه. تهران: دانشگاه تهران دانشکده حقوق سازمان دانشجویان. ۱۳۲۲.
- حقوق بین‌الملل عمومی. تهران: دانشگاه تهران دانشکده حقوق. ۱۳۲۲.